# Таджихон Шадиєва
Таджихан Ташматівна Шадиєва (узб. Тожихон Шодиева; 1905, кишлак Янгічек, Маргеланський повіт, Ферганська область, Туркестанське генерал-губернаторство, Російська імперія — січень 1981) — узбецька радянська громадська і партійна діячка, перший секретар Молотівського райкому КП(б). Член ЦВК СРСР 7-го скликання (1935-1937). Член Президії ЦК Компартії Узбекистану.
Активна учасниця жіночого руху за розкріпачення узбецьких жінок. Одна з перших жінок Узбекистану, що зняли паранджу.

## Біографія
Народилася 1905 року в сім'ї шахтаря в кишлаку Янгічек Маргеланського повіту.
До 1918 року працювала у домогосподарстві свого батька, який працював на вугільних шахтах Кизил-Кія. У 1918-1920 роках працювала робітницею на одному із заводів Фергані. У 1920 році вступила на навчання у дев'ятимісячну партійну школу в Ташкенті, яку закінчила у 1921 році. Потім працювала асистентом Хорезмської партійної школи, лектором Хорезмського університету, інструктором жіночого відділу Хорезмського комітету ВКП(б) (1921-1922), у жіночому відділі Ферганського обкому ВКП(б) (1923-1924). У 1925 році вступила до ВКП(б). У 1925 році – завідуюча жіночим відділом Кокандського повітового комітету партії. З серпня 1925 по 1926 рік - інструктор жіночого відділу Ферганського обкому ВКП(б), потім-заступник завідуючої жіночим відділом Ферганського обкому КП(б)у у Коканді.
Боролася за емансипацію мусульманських жінок. У середині 1920-х років в Узбекистані та Таджикистані діяв жіночий рух за зняття паранджі, названий її ім'ям.
З жовтня 1926 по 1929 — заступник завідувачки жіночого відділу ЦК Компартії Узбекистану. З листопада 1929 - відповідальний редактор журналу «Янги Юль», редактор жіночого журналу «Саодат» (1927 — 1929). У 1929-1930 роках — завідувач відділу робітниць і дехканок ЦК Компартії (більшовиків) Узбекистану.
З січня 1930 року — кандидат у члени Секретаріату ЦК КП(б)У і з 1 березня 1930 року - заступник завідувача організаційно-інструкторським відділом ЦК КП(б)У.
З 1930 по 1933 вивчала марксизм-ленінізм на курсах у Москві. З 1935 — відповідальний секретар партійного комітету Молотівського району в кишлаку Учкупрік.
У лютому 1935 року обиралася членом Центрального виконавчого комітету 7-го скликання, делегатом XVII з'їзду ВКП(б). 8 травня 1937 року обрана першим секретарем Молотівського райкому партії.
Під час політичних репресій засуджена у жовтні 1938 року на 10 років позбавлення волі. Висновок загальною тривалістю близько 19 років відбувала у виправно-трудових таборах Магаданської області.
У 1956 році реабілітована з відновленням усіх нагород та партійного членства. Обиралася членом Президії ЦК Компартії Узбекистану.
Наприкінці 1950-х років організувала колгосп у Ферганському районі та була його першим головою. Наприкінці 1980-х років заснований нею колгосп був назвою її ім'ям.
Померла 1981 року.
Пам'ять
Одна з вулиць Фергани та кілька вулиць низки населених пунктів Ферганської області названі на її честь.